# Pteromylaeus bovinus

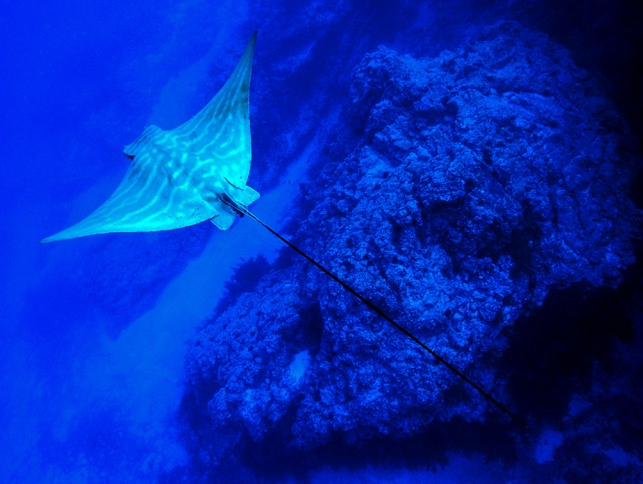
Pez obispo en las costas de Tenerife, islas Canarias.

La raya tigre o pez obispo, también llamado rata o chucho (Aetomylaeus bovinus) es una especie de pez miliobatiforme de la familia Myliobatidae. No se reconocen subespecies.

## Descripción
Es de aspecto similar al águila marina (Myliobatis aquila), pero se diferencia por presentar un hocico pronunciado y puntiagudo, así como por su mayor tamaño y envergadura, la cual llega a alcanzar 1,5 m. Su coloración es marrón clara en el dorso y blanco ventralmente. Los ejemplares inmaduros tienen en el dorso entre siete y ocho bandas transversales que suelen desaparecer al alcanzar la edad adulta. Muestra la aleta dorsal situada en el mismo nivel que las aletas pélvicas.

## Distribución y hábitat
Está ampliamente distribuido en el océano Atlántico oriental y el Índico suroccidental, así como en el mar Mediterráneo y el mar Negro. La distribución exacta en el Atlántico es dudosa, aunque su presencia está confirmada fehacientemente en Marruecos, Sahara Occidental, Senegal, islas Canarias (España), Madeira (Portugal), Mauritania, Gambia, Guinea y Guinea-Bissau.
Es una especie propia de aguas templadas o tropicales que habitualmente entra en estuarios y lagunas.

## Comportamiento
Ocasionalmente se encuentra en pequeños grupos.
Su alimentación se compone principalmente de crustáceos y moluscos del fondo marino.
Es ovovivíparo. La hembra pare una camada de entre tres o cuatro crías tras una gestación registrada de entre cinco y doce meses.